# Pro Evolution Soccer 2012
Pro Evolution Soccer 2012 (или PES 2012) е единадесетото издание на електронната видеоигра Pro Evolution Soccer, разработена от Конами (Konami Corporation).
Лионел Меси, който беше на обложката на PES 2009 е заменен от звездата от обложката на PES 2008 Кристиано Роналдо.
На 28 юли 2011 г., Конами потвърди, че от 14 октомври 2011 г. PES 2012 ще се поддържа от Xbox 360, PlayStation 3 и Microsoft Windows в Европа, а от 6 октомври 2011 г. и в Япония.